# 2024年加利福尼亞州33號提案
33號提案（英語：Proposition 33，專有名詞縮寫），是美國加利福尼亞州於2024年11月5日提出的一次公投，提案訴求解除限制近年興建不動產租金限制
。